# سياحة مسؤولة

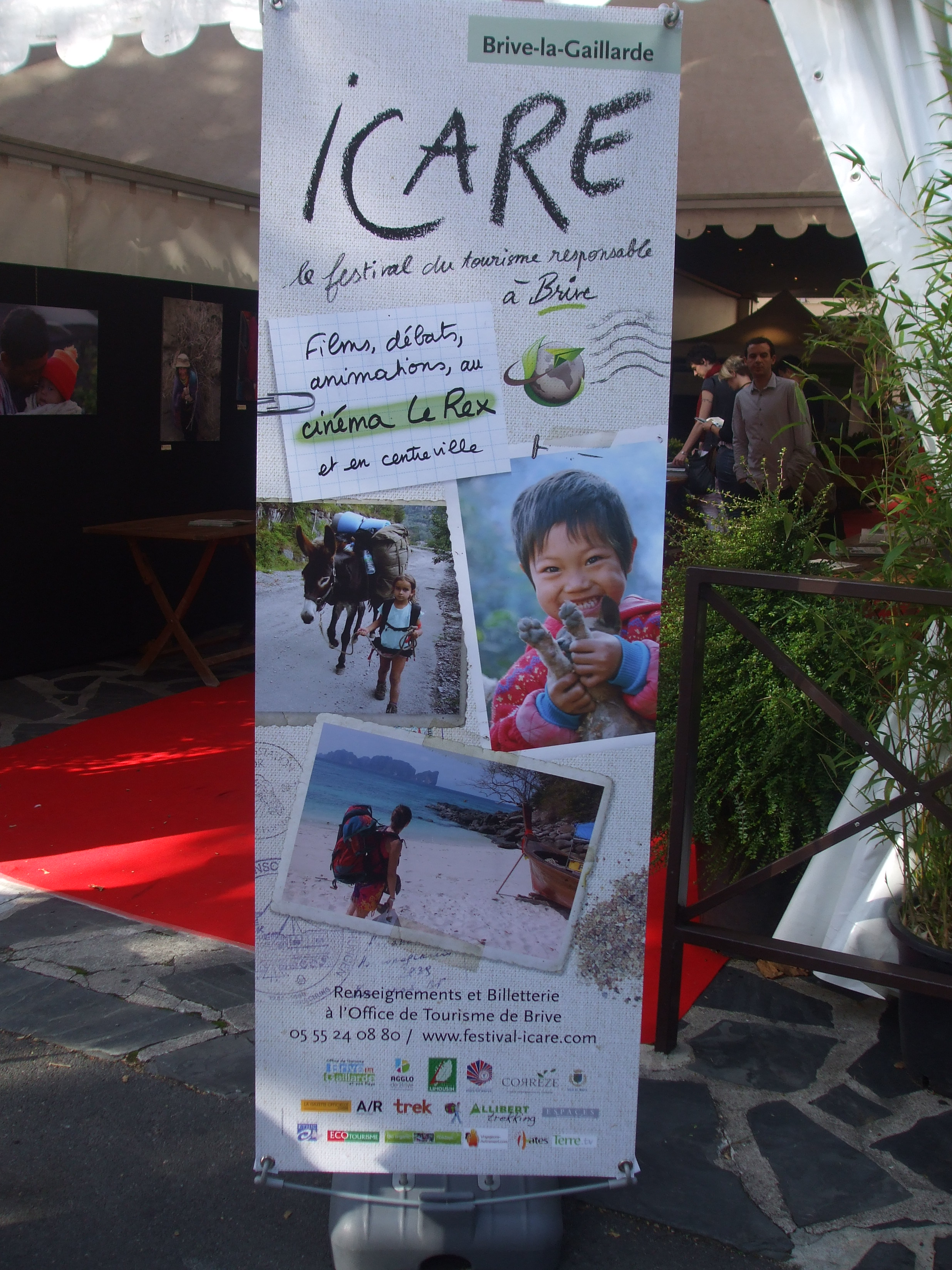
مهرجان "آي كير" للسياحة المسؤولة بمحافظة "بريف-لا-غايلرد" بفرنسا

أانواع سياحية تلتقي مع السياحة المستدامة في عدة نقاط مشتركة

السياحة المسؤولة هي السياحة التي تتم وفقا لمبادئ عدالة اجتماعية واقتصادية مع احترام كامل تجاه البيئة والثقافة المستضيفة. وهي تدخل ضمن أحد مقومات السياحة المستدامة التي ترمي إلى جعل الصناعة السياحية ضمن تنمية مستدامة ذات تأثيرات إيجابية في خدمة التنمية المحلية دون التأثير على البيئة والمجتمع والاقتصاد المحلي.
وحسب التحالف الدولي للسياحة المسؤولة تحدد السياحة المسؤولة كل شكل من أشكال التنمية والتهيئة والأنشطة السياحية التي تحترم وتحافظ على الأمد الطويل على الموارد الطبيعية والثقافية والاجتماعية التي تساهم، بدورها، بشكل إيجابي وعادل في تنمية وازدهار الأفراد الذين يعيشون ويقيمون بهذه الفضاءات.
وعموما يقصد بالسياحة المسؤولة، ذلك السلوك السياحي الذي يسوده الاحترام والانضباط نحو المجتمعات المضيفة ونحو البيئة والمعالم التراثية والتاريخية للمجتمعات المستضيفة. مسؤولية أخلاقية ومسؤولية مجتمعية ومسؤولية بيئية.

## أهداف السياحة المسؤولة
غالبا ما تساهم السياحة المسؤولة في خلق التفاهم والاحترام المتبادل بين الناس وإذابة الصدام الثقافي من خلال خلق وصلات التعرف على الساكنة المحلية عن قرب مما يساعد على تفهم وانفتاح السائح على العالم الخارجي في عالم أصبح يبدو كالقرية الصغيرة.
وتعتبر السياحة المسؤولة محركا للازدهار الفردي والجماعي، عندما ترتكز على الأصالة ولقاء السياح بالساكنة المحلية من جهة، والتسيير المعقلن للموارد الطبيعية من جهة أخرى.
- احترام البيئة
- دعم الاقتصاد المحلي
- احترام العادات والتقاليد المحلية [2]